# HNK Vukovar 1991
HNK Vukovar 1991 – chorwacki klub piłkarski z siedzibą w mieście Vukovar, na wschodzie kraju, grający od sezonu 2025/26 w HNL.

## Historia
Chronologia nazw:
- 2012: HNK Vukovar 1991

Klub Piłkarski Vukovar 1991 został założony w Vukovarze wiosną 2012 roku, po tym jak inny klub NK Vukovar ’91 ogłosił bankructwo i wycofał się z rozgrywek. Nowy zespół startował w rozgrywkach Međužupanijska liga Osijek – Vinkovci, w której zajął drugie miejsce, i zdobył awans do 3. HNL – Istok. W sezonie 2015/16 zdobył Puchar Okręgu Vukovar i Puchar Żupanii Vukovarsko-Srijemskiej, co dało klubowi kwalifikację do Pucharu Chorwacji w sezonie 2016/17, z którego odpadł w 1/16 finału. W sezonie 2019/20 decyzją HNS podjęto decyzję o pozostaniu w 3. HNL Istok z powodu pandemii koronawirusa, która przerwała sezon, w którym klub zajmował ostatnie miejsce w rankingu. Po wznowieniu rozgrywek w sezonie 2020/21 zespół zmobilizował się i zakończył na pierwszym miejscu ex aequo z mistrzem NK Belišće z taką samą liczbą punktów (75). Belišće awansowało do wyższej ligi dzięki lepszemu bilansowi spotkań bezpośrednich. W następnym sezonie 2021/22 zespół wygrał rozgrywki w 3. HNL Istok, kwalifikując się do baraży. W półfinale pokonał NK Hrvace 2:0, a następnie w finale w Bjelovarze świętował awans, pokonując Mladost Ždralovi 2:0. W sezonie 2022/23 debiutował w 1. NL, zajmując drugie miejsce. W następnym sezonie spadł na trzecią pozycję, a w sezonie 2024/25 został mistrzem ligi i zdobył historyczny awans do HNL.

## Barwy klubowe, strój, herb, hymn
|  |

Klub ma barwy błękitne. Piłkarze domowe spotkania zazwyczaj grają w błękitnych koszulkach, błękitnych spodenkach oraz błękitnych getrach.

## Sukcesy

### Trofea międzynarodowe
Do chwili obecnej klub jeszcze nigdy nie zakwalifikował się do rozgrywek europejskich.

### Trofea krajowe
| \| \| Zdobyte trofea w rozgrywkach Chorwacji (stan na: 31-05-2025) \| |                                                              |      |          |
| Rozgrywki                                                             | Osiągnięcie                                                  | Razy | Sezon(y) |
| Mistrzostwo                                                           | I miejsce                                                    | 0    |          |
| Mistrzostwo                                                           | II miejsce                                                   | 0    |          |
| Mistrzostwo                                                           | III miejsce                                                  | 0    |          |
| Puchar                                                                | zdobywca                                                     | 0    |          |
| Puchar                                                                | finalista                                                    | 0    |          |
| Puchar                                                                | 1/8 finału                                                   | 1    | 2023/24  |
| II liga                                                               | I miejsce                                                    | 1    | 2024/25  |
| II liga                                                               | II miejsce                                                   | 1    | 2022/23  |
| II liga                                                               | III miejsce                                                  | 1    | 2023/24  |
| Chorwacja                                                             | Zdobyte trofea w rozgrywkach Chorwacji (stan na: 31-05-2025) |      |          |

## Poszczególne sezony

### Rozgrywki międzynarodowe

#### Europejskie puchary
Nie uczestniczył w rozgrywkach europejskich.

### Rozgrywki krajowe
| \| Chorwacja \| Bilans występów klubu w rozgrywkach piłkarskich Chorwacji (Stan na 31 maja 2025 r.) \| \| |                                                                                     |        |       |   |   |   |    |    |     |           |        |        |      |
| Poziom | Rozgrywki                                                                           | Sezony | Mecze | Z | R | P | B+ | B– | Pkt | Lata      | Awanse | Spadki | Naj. |
| I | 1.HNL / HNL                                                                         | 0      |       |   |   |   |    |    |     | od 2025   | 0      | 0      | ?    |
| II | 2.HNL / 1. NL                                                                       | 3      |       |   |   |   |    |    |     | 2022–2025 | 1      | 0      | 1    |
| III | 3.HNL / 2. NL                                                                       | 9      |       |   |   |   |    |    |     | 2013–2022 | 1      | 0      | 1    |
| IV | 4.HNL / 3. NL                                                                       | 1      |       |   |   |   |    |    |     | 2012–2013 | 1      | 0      | 2    |
| | Puchar Chorwacji                                                                    | 3      |       |   |   |   |    |    |     |           | 0      | 0      | 1/8  |
| Chorwacja                                                                                                 | Bilans występów klubu w rozgrywkach piłkarskich Chorwacji (Stan na 31 maja 2025 r.) |        |       |   |   |   |    |    |     |           |        |        |      |

## Piłkarze, trenerzy, prezydenci i właściciele klubu

### Piłkarze

#### Aktualny skład zespołu
Stan na 11 lipca 2025.
| Nr | Poz. | Piłkarz              |
| -- | ---- | -------------------- |
| 1  | BR   | Marino Bulat         |
| 5  | OB   | Roko Perković        |
| 6  | PO   | Jakov Biljan         |
| 7  | NA   | Törles Knöll         |
| 8  | PO   | Miran Horvat         |
| 9  | NA   | Toni Lun Bončina     |
| 10 | PO   | Robin González       |
| 11 | NA   | Keyendrah Simmonds   |
| 12 | BR   | Srđan Nedić          |
| 13 | OB   | Dávid Artner         |
| 15 | NA   | Noel Đurković        |
| 16 | OB   | Kristijan Pavičić    |
| 19 | PO   | Marlon Roos-Trujillo |
| 20 | OB   | Kristijan Čabrajić   |
| 21 | PO   | Niko Garić           |

| Nr | Poz. | Piłkarz          |
| -- | ---- | ---------------- |
| 23 | OB   | Karlo Bungić     |
| 26 | OB   | Paul Tabinas     |
| 27 | OB   | Ricardo Henning  |
| 30 | PO   | Marin Pilj       |
| 34 | OB   | Mario Tadić      |
| 95 | BR   | Ivan Mandić      |
| 99 | PO   | Dario Serra      |
|    | OB   | Jakov Šuver      |
|    | OB   | Mario Tičinović  |
|    | PO   | Leoni Gastaldelo |
|    | PO   | Samuel Koeberle  |
|    | PO   | Ivan Ljubičić    |
|    | PO   | David Mejía      |
|    | NA   | Lovro Banovec    |
|    | NA   | Jere Vrcić       |

### Trenerzy
- Ante Bulat (201?–11.2019)
- Ante Bulat (07.2020–11.2020)
- Miroslav Bojko (28.11.2020–23.10.2023)
- Branko Karacic (1.07.2024–17.11.2024)
- Gordon Schildenfeld (od 19.11.2024)

## Struktura klubu

### Stadion
Drużyna rozgrywa swoje mecze domowe w miejscowości Vinkovci na stadionie HNK Cibalia Vinkovci, Vinkovci, który może pomieścić 8200 widzów i spełnia kryteria HNL. Domowy stadion na którym trenuje to Gradski stadion (6000 miejsc) w vukovarskiej dzielnicy Borovo Naselje. 

## Kibice i rywalizacja z innymi klubami

### Derby
- NK Zrinski Osječko
- NK Vuteks-Sloga Vukovar
- NK Osijek